# Perniphora americana
Perniphora americana är en stekelart som beskrevs av Miller 1965. Perniphora americana ingår i släktet Perniphora och familjen puppglanssteklar. Inga underarter finns listade i Catalogue of Life.